# Bourg-de-Péage
Bourg-de-Péage je naselje in občina v jugovzhodnem francoskem departmaju Drôme regije Rona-Alpe. Leta 2007 je naselje imelo 10.034 prebivalcev.

## Geografija
Kraj leži v pokrajini Daufineji na levem bregu reke Isère, 20 km severovzhodno od Valence.

## Uprava
Bourg-de-Péage je sedež istoimenskega kantona, v katerega so poleg njegove vključene še občine Alixan, Barbières, La Baume-d'Hostun, Beauregard-Baret, Bésayes, Charpey, Châteauneuf-sur-Isère, Chatuzange-le-Goubet, Eymeux, Hostun, Jaillans, Marches, Rochefort-Samson in Saint-Vincent-la-Commanderie z 28.732 prebivalci.
Kanton je sestavni del okrožja Valence.

## Osebnosti
- Laurent Porchier, francoski veslač, dobitnik zlate olimpijske medalje v lahkem četvercu brez krmarja leta 2000 v Sydneyju;

## Pobratena mesta
- East Grinstead (Anglija, Združeno kraljestvo),
- Grand-Mère (Québec, Kanada),
- Mindelheim (Bavarska, Nemčija),
- Sant Feliu de Guíxols (Katalonija, Španija),
- Schwaz (Tirolska, Avstrija),
- Verbania (Piemont, Italija).